# Richard G:son Sjöberg
Richard G:son Sjöberg, född 20 september 1890, död 14 september 1960, var en svensk friidrottare (höjd- och stavhopp), bowlingspelare och idrottsledare.
Han tävlade för IFK Stockholm. 
Efter idrottskarriären (sedan 1920) arbetade han inom IFK Stockholm.  Han blev 1925 kassör i Svenska Bandyförbundet. 1935 blev han deltagare i Idrottsplatskommittéen. Han var även en banbrytare för orientering.

## Främsta meriter
Sjöberg hade det svenska rekordet i höjdhopp 1913-1914 och 1917-1919. Vid OS i Stockholm 1912 deltog han i både höjdhopp och stavhopp, men blev oplacerad.

## Idrottskarriär

### Höjdhopp
Vid OS i Stockholm 1912 deltog Sjöberg i höjdhopp, men blev oplacerad på 1,75. Han var även med i stavhopp men blev utslagen i kvalet.
Den 22 juni 1913 förbättrade Sjöberg i Falköping Georg Holmqvists svenska rekord i höjdhopp från 1911 (1,84), med ett hopp på 1,86. Rekordet skulle han få behålla till 1914 då Paulus af Uhr slog det (han hoppade 1,88).
Den 12 september 1915 hoppade Sjöberg 1,92. Detta resultat godkändes 1917 i efterhand (efter en regeländring) som svenskt rekord och härmed övertog Sjöberg rekordet från Karl Axel Kullerstrand som hade förbättrat af Uhrs rekord tidigare under år 1917. Rekordet fick Sjöberg behålla till 1919 då Bo Ekelund slog det med ett hopp på 1,93.

### Stavhopp
Vid OS i Stockholm 1912 deltog Sjöberg i stavhopp, men blev oplacerad på 3,60.